# Lapanouse
Lapanouse ist eine Ortschaft und eine ehemalige französische Gemeinde mit 755 Einwohnern (Stand 1. Januar 2022) im Département Aveyron in der Region Okzitanien. Sie gehörte zum Arrondissement Rodez und zum Kanton Tarn et Causses.
Mit Wirkung vom 1. Januar 2016 wurden die früheren Gemeinden Sévérac-le-Château, Buzeins, Lapanouse, Lavernhe, und Recoules-Prévinquières zu einer Commune nouvelle mit dem Namen Sévérac d’Aveyron zusammengelegt und haben in der neuen Gemeinde den Status einer Commune déléguée. Der Verwaltungssitz befindet sich im Ort Sévérac-le-Château.
Nachbarorte sind Buzeins im Nordwesten, Saint-Saturnin-de-Lenne im Norden, Campagnac im Nordosten, Sévérac-le-Château im Osten, Lavernhe im Süden und Recoules-Prévinquières im Südwesten.

## Bevölkerungsentwicklung
| Jahr      | 1962 | 1968 | 1975 | 1982 | 1990 | 1999 | 2008 | 2015 |
| --------- | ---- | ---- | ---- | ---- | ---- | ---- | ---- | ---- |
| Einwohner | 556  | 517  | 577  | 663  | 709  | 692  | 750  | 764  |

## Sehenswürdigkeiten
- Château de Loupiac, seit 1928 als Monument historique ausgewiesen

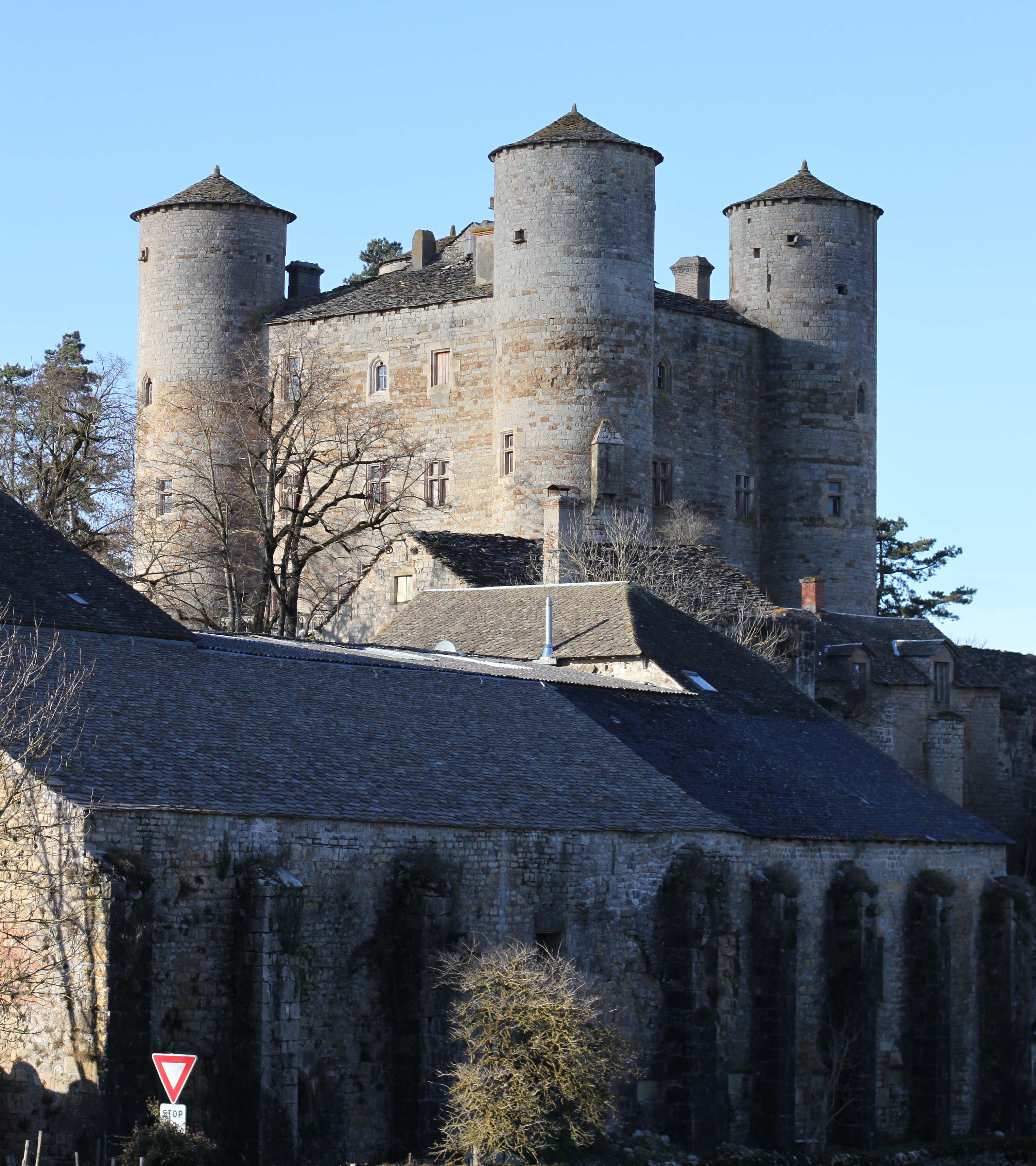
Château de Loupiac
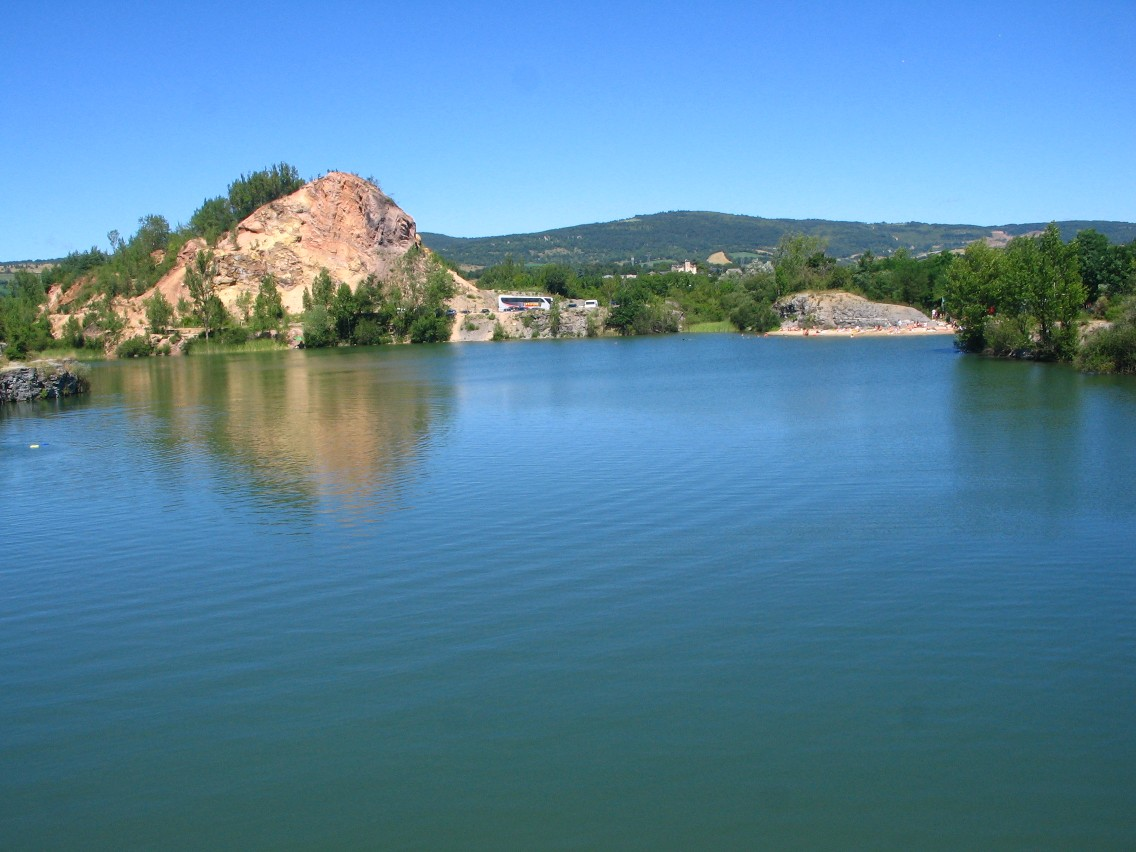
Lac de la Cisba